# Lugovi (gmina Teslić)
Lugovi (cyr. Лугови) – wieś w Bośni i Hercegowinie, w Republice Serbskiej, w gminie Teslić. W 2013 roku liczyła 14 mieszkańców.